# HMS Succes (1825)
HMS Succes was een korvet van de Atholl-klasse met 28 kanonnen, in dienst van de Royal Navy. Het werd in Wales gebouwd en in 1825 te water gelaten.
Het schip werd door kapitein James Stirling bij de verkenning van de westkust van Australië en de rivier de Swan gebruikt. Twee jaar later was HMS Succes een van de eerste schepen die de nieuwe kolonie aan de rivier de Swan aandeed. Het schip liep er nabij Carnac Island aan grond.

## Carrière
De Succes werd in de Pembroke Dockyard in Wales gebouwd. In 1825 werd het houten zeilschip, een korvet van de Atholl-klasse met 28 kanonnen, te water gelaten.
In 1826 werd de Succes onder bevel van James Stirling op missie naar New South Wales en Melville-eiland gezonden. Het Colonial Office was ongerust over de Franse interesse in het westen van Australië, toentertijd Nieuw Holland geheten. Stirling diende onder het mom van een levering geldstukken aan New South Wales en de herbevoorrading van de nederzetting op Melville-eiland naar die Franse interesse te peilen.
Stirling ontmoette Jules Dumont d'Urville in december 1826 in Port Jackson. Hij kwam te weten dat de Fransen het zuidwesten van Australië en de rivier de Swan reeds hadden verkend. Stirling overtuigde gouverneur Darling van de noodzaak de Swan te verkennen. In 1827 voer Stirling met de HMS Succes naar het westen van Australië en verkende er de rivier de Swan. De klerk van de HMS Succes, Augustus Gilbert, schreef hierover: An Account of the Expedition of H.M.S. "Success," Captain James Stirling, RN., from Sydney, to the Swan River, in 1827. J.G. Hay publiceerde in 1832 The visit of Charles Fraser (the colonial botanist of New South Wales) : to the Swan River in 1827, with his opinion on the suitableness of the district for a settlement.
Eind november 1829 arriveerde de Succes onder het bevel van kapitein Jervoise in de ondertussen onder het gezag van luitenant-gouverneur Stirling opgerichte kolonie aan de rivier de Swan. Het schip liep er nabij Carnac Island aan grond en werd voor herstellingen naar Garden Island gesleept. De Succes bleef er een jaar lang voor herstellingen liggen. Voor de herstellingen werd gebruik gemaakt van jarrah.
In 1831 werd de Succes voor afbraak naar Engeland gevaren. Het schip diende echter nog tot 5 mei 1849 - dankzij de hoogwaardige herstelling met jarrahhout - als opleidings- ('Receiving Ship') en havenschip in de haven van Portsmouth. In juni 1849 werd de Succes afgebroken.

## Passagierslijst 1827
Van de meer dan honderdvijftig koppen tellende bemanning van HMS Succes tijdens de expeditie naar de Swan waren onderstaande de belangrijkste figuren:
- kapitein James Stirling
- eerste luitenant John Rivett Carnac
- tweede luitenant William Preston
- derde luitenant Peter Belches
- luitenant Edmond Yonge
- bootmeester Richard W. Milroy
- tweede bootmeester W.R. Madge
- scheepsarts F.R. Clause
- hulparts William Duncan
- purser Thomas Woodman
- adelborst G.G. Heathcote
- adelborst J.R. Keppel
- klerk W.C. Gilbert
- luitenant der marine John Drury
- koloniaal botanicus Charles Fraser
- kunstenaar Frederick Garling Jr.